# هيديو نوناكا
هيديو نوناكا (باليابانية: 野中英夫) هو لاعب رماية ياباني، ولد في 1956.

## وصلات خارجية
- هيديو نوناكا على موقع أوليمبيديا (الإنجليزية)